# Schram Motor Car Company
Schram Motor Car Company war ein US-amerikanischer Hersteller von Automobilen.

## Unternehmensgeschichte
Andrew J. Schram, der 1913 die California Car Company verlassen hatte, gründete im gleichen Jahr das neue Unternehmen. Der Sitz war in Seattle im US-Bundesstaat Washington. Seine Partner waren F. J. Carver, W. R. McClelland und F. A. Mitchell. Ende 1913 begann die Produktion von Automobilen. Der Markenname lautete Schram. Angekündigt waren 500 Fahrzeuge im ersten Jahr und 1000 im zweiten. 1914 endete die Produktion. Insgesamt entstanden weit weniger Fahrzeuge als geplant.

## Fahrzeuge
Das erste Modell hatte einen Sechszylindermotor mit 38 PS Leistung. Das Fahrgestell hatte 330 cm Radstand. Der Aufbau war ein offener Tourenwagen mit Platz für fünf Personen. Der Neupreis betrug 2300 US-Dollar.
1914 folgte ein Kleinwagen. Er hatte einen Vierzylindermotor mit 20 PS Leistung. Der Wagen kostete 600 Dollar.